# Stilbophyllum
Stilbophyllum is een monotypisch geslacht uit de orchideeënfamilie. Het bestaat uit één soort die wordt ingedeeld in de onderfamilie Epidendroideae. Het geslacht is afgesplitst van Dendrobium.
Stilbophyllum toressae is een kleine epifytische of lithofytische orchidee van bomen en beschaduwde rotsen uit Queensland (Noord-Australië). De plant heeft kruipende rizomen, gereduceerde pseudobulben met talrijke kleine, glanzende, opgeblazen, gegroefde en gespikkelde bladeren en een korte bloemstengel met één enkele langlevende, kleine, vlezige, geelwitte bloem.

## Naamgeving enetymologie
- Synoniem: Dendrobium Sw. (1799)

De botanische naam Stilbophyllum is afgeleid van het Oudgriekse στίλβειν, stilbein (glanzen) en φύλλον, phullon (blad), naar de kleine maar glanzende bladeren van deze plant.

## Taxonomie
Stilbophyllum is in 2002 afgesplitst van Dendrobium door Clements en Jones.
Het geslacht telt in de meest recent geaccepteerde taxonomie één soort.

### Soortenlijst
- Stilbophyllum toressae (F.M.Bailey) D.L.Jones & M.A.Clem. (2002)